# Athous villardi
Athous villardi là một loài bọ cánh cứng trong họ Elateridae. Loài này được Carret miêu tả khoa học năm 1904.